# Pak Hjangnim
Pak Hjangnim (hangul: 박향림, handzsa: 朴響林, RR: Park Hyang-rim; Kjongszong, 1921. – Hongcshon, 1946 nyara) koreai énekesnő.

## Élete
Pak Okpjol (박억별, 朴憶別, Park Eok-byeol) néven született Kjongszong (Gyeongseong) megyében, Észak-Hamgjong (Hamgyeong) tartományban. Családjával később Vonszan (Wonsan)ba költözött, ahol elkezdte tanulmányait a helyi Lucy Leánygimnáziumban, de sosem fejezte be azokat. 1937 novemberében debütált Cshongcshun kukcsang (청춘극장, Cheongchun geukjang) című dalával Pak Csongnim (Park Jeong-rim) álnéven a Taihei Recording Studiónál. 1939-ben megjelent egyik leghíresebb dala, a Khoszumoszu thansik (코스모스탄식, Koseumoseu tansik).
Utolsó koncertjét 1946 júliusában tartották meg, még ebben az évben elhunyt. Mivel a második világháború után saját akaratából távozott Északra, műveit betiltották Dél-Koreában. Ezt a tiltás csak 1994. augusztus 12-én került feloldásra.